# Hans Olden (Schriftsteller)

Hans Olden

Hans Olden (* 5. Juni 1859 in Frankfurt am Main; † 23. Mai 1932 in Wiesbaden; wirklicher Name: Hans Oppenheim, früherer Name: Johann August Oppenheim) war ein deutscher Schriftsteller. 

## Leben
Er besuchte in Frankfurt die Musterschule bis Obertertia, dann das Realgymnasium in Falkenberg in der Mark und studierte Chemie und Naturwissenschaften am Polytechnikum in Stuttgart. Er wurde dann Schauspieler und spielte in Heldenrollen am Hoftheater in Kassel und am Deutschen Theater in Berlin, am Lobetheater in Breslau und am Deutschen Hoftheater in St. Petersburg. Seit 1888 lebte er als freier Schriftsteller in Berlin, Weimar und München.
Bekannt sind vor allem seine für die Bühne geschriebenen Shakespeare-Übersetzungen.
Er ist der Vater von Rudolf und Balder Olden.

## Werke
- Die erste Krawatte und andre Geschichten. 1903
- Wiederkunft. Schauspiel in 4 Akten, 1905
- Das Frühstück auf Blue Island. Novelle, 1912
- Ein ekelhafter Kerl. Novelle, 1912
- Die offizielle Frau. Schauspiel in 5 Aufzügen nach einer Novelle von Richard Henry Savage